# Desa Karangnunggal (administrativ by i Indonesien, Jawa Barat, lat -6,92, long 107,20)
Desa Karangnunggal är en administrativ by i Indonesien.   Den ligger i provinsen Jawa Barat, i den västra delen av landet, 90 km söder om huvudstaden Jakarta.